# Hydrangea linkweiensis
Hydrangea linkweiensis là một loài thực vật có hoa trong họ Tú cầu. Loài này được Chun mô tả khoa học đầu tiên năm 1954.